# Gabriella Rodríguez
Gabriella Rodríguez (* 7. April 1980) ist eine mexikanische Badmintonspielerin. 

## Karriere
Gabriella Rodríguez nahm 1999 und 2001 an den Badminton-Weltmeisterschaften teil. Bei der Carebaco-Meisterschaft 1998 wurde sie Dritte ebenso wie bei den Brazil International 1998 und den Chile International 1999. Platz zwei belegte sie bei den Brazil International 2000. Bei den Argentina International 2000 gewann sie alle drei möglichen Titel.